# Faces in the Crowd
Faces in the Crowd (no Brasil, Visões de um Crime ou ainda Rostos na Multidão) é um filme de drama, policial, suspense e terror estadunidense, canadense e britânico de 2011, escrito e dirigido por Julien Magnat, e estrelado por Milla Jovovich, Julian McMahon, David Atrakchi, Michael Shanks, Sandrine Holt, e Sarah Wayne Callies.

## Sinopse
A professora Anna Marchant (Milla Jovovich) é atacada por um serial killer e acaba caindo de uma ponte. Pouco tempo depois, ela desperta em um hospital e descobre que a queda lhe trouxe sequelas: ela sofrerá de uma condição chamada prosopagnosia, na qual o cérebro não consegue gravar os rostos das pessoas. O assassino descobre que Anna está viva e viu seu rosto mas devido a essa condição, não poderá reconhece-lo. O detetive Sam Kerrest (Julian McMohan) tenta fazer com que Anna se lembre do agressor, enquanto o assassino "brinca" com ela, aterrorizando seu psicológico, pois ela é a única testemunha que pode colocá-lo na prisão.

## Elenco
- Milla Jovovich como Anna Merchant
- Julian McMahon como Detetive Kerrest
- David Atrakchi como Lanyon
- Michael Shanks como Bryce
- Sarah Wayne Callies como Francine
- Sandrine Holt como Nina #6
- Marianne Faithfull como Dr. Langenkamp
- Valentina Vargas como Nina
- Anthony Lemke como Bryce #3
- Nels Lennarson como Detetive Kerrest #1
- Chris Kalhoon como Kerrest #2
- David Ingram como Bryce #2
- Medina Hahn como Nina #4

## Produção
Este filme é o segundo longa-metragem do escritor/diretor Julien Magnat. A produção começou em 8 de maio de 2010 e em torno de Winnipeg, Manitoba, Canadá e filmagem principal envolto a 13 de junho de 2010.
A especialista consultada por Anna é H. Langenkamp. Uma referência a atriz Heather Langenkamp, que representou uma das vítimas de Freddy Krueger em A Hora do Pesadelo/Pesadelo em Elm Street (1984).